# آرت دينك
آرّت دِيِنْكّ (بالإنجليزية: Artdink)، هي شركة ألعاب فيديو يابانية، تأسس الشركة سنة 1986، وتقع مقرها في العاصمة اليابانية طوكيو.